# 樽見鐵道Haimo 295-310型柴聯車
樽見鐵道Haimo 295-310型柴聯車（日语：／ Tarumi Tetsudō Haimo 295-310 gata kidōsha）是樽見鐵道的樽見線使用的柴聯車，其車輛規格符合日本第三部門鐵道協議會所訂定的鐵路車輛標準規格。

## 概要
1984年10月，原本屬於日本國鐵的樽見線改由第三部門鐵道樽見鐵道負責營運。而本型車則是為了替代該公司在開業時投入使用，且車體逐漸老化的樽見鐵道Haimo 180-200型柴聯車，而在1999年11月由當時的富士重工業所製造的鐵路車輛。其車輛型號中的「Haimo」為「High Speed Motorcar」的簡稱，而「295」則代表本型車所搭載的柴油引擎的輸出馬力。

## 規格與構造
295-310型柴聯車採用富士重工業自1998年製造明知鐵道10型柴聯車後，針對第三部門鐵道的鐵路車輛所採的標準規格進行設計。其車體長度與長良川鐵道3型柴聯車皆為16公尺左右。車頭正面採用貫通式設計，並在車頭及車尾的左側設置駕駛室，及駕駛員專用的車門。車頭正面的擋風玻璃延伸至車體側面，方便駕駛員確認乘客的上下車狀況。而車體的左右兩側均設置2道寬900mm的旅客用車門。
295-310型採用原日產柴油工業製造的PF6HT03柴油引擎，並且能與樽見鐵道的既有鐵路車輛透過動力分散控制進行運轉。車體塗裝與230-312號柴聯車同樣由日本畫家池田滿壽夫進行彩繪。客室內的座位均為長條座椅，並設有專門放置輪椅的無障礙座位；而車廂內未設置廁所。

## 運用
295-310型柴聯車在1999年開始投入使用後，車體逐漸老化的180-201號柴聯車於同年的11月正式報廢。而本型車的車輛型號則延續樽見鐵道Haimo 230-310型柴聯車進行編排。2010年2月，295-310型柴聯車因為在平交道事故中受損而無法正常運行，因此樽見鐵道在2010年3月至10月間向長良川鐵道借入長良川鐵道1型10號柴聯車代為在樽見線上運轉。2023年7月，本型車的塗裝重新塗成在國鐵時代所採用的國鐵紅色。